# Дрифтерний лов
Дрифтерний лов (від англ. drift — «дрейф») — метод рибальства, при якому використовуються сітки, так звані «дрифтерні сітки», що вільно дрейфують в озері або морі. Зазвичай сітка прикріплена до поплавків та вантажів, що утриміють її на певній глибині. Дрифтерні сітки мають довжину від близько 40 м до 4 км, нещодавно використовувалися сітки до 50 км завдовжки. Через те, що дрифтерні сітки не прикріплені до дна або судна, вони часто втрачаються під час штормів та починають мігрувати безконтрольно, що завдає значної шкоди навколишньому середовищу.